# Фергюсон, Джейлон
Джейлон О’Нил Фергюсон (англ. Jaylon O’Neal Ferguson; 14 декабря 1995, Закари, Луизиана — 21 июня 2022, Балтимор, Мэриленд) — профессиональный американский футболист, выступавший на позиции лайнбекера. С 2019 по 2021 год играл в составе клуба НФЛ «Балтимор Рэйвенс». На студенческом уровне представлял команду Луизианского технологического университета. На драфте НФЛ 2019 года был выбран в третьем раунде.

## Биография
Джейлон Фергюсон родился 14 декабря 1995 года в Закари, штат Луизиана. Старший из троих детей в семье. В 2014 году он окончил старшую школу Уэст Фелисиана. На протяжении четырёх лет играл за школьные команды по футболу и баскетболу. Обучение Фергюсон продолжил в Луизианском технологическом университете.

### Любительская карьера
За футбольную команду университета Фергюсон начал играть с сезона 2015 года. Студенческую карьеру он начал на позиции ди-энда, сыграв в двенадцати матчах. Всего за сезон он сделал 35 захватов, 15 из которых привели к потере ярдов соперником. В 2016 году он принял участие в четырнадцати играх команды и побил рекорд университета по сделанным сэкам (14,5), державшийся с 1986 года.
По итогам сезона 2017 года, в котором он сыграл в двенадцати матчах, Фергюсон вошёл в тройку лидеров NCAA по среднему числу сэков за игру. В выпускной год он стал одним из сильнейших защитников турнира, заняв первое место по общему числу сэков и среднему их количеству за матч. По итогам сезона 2018 года он был признан игроком года в защите конференции USA. Он также установил рекорд NCAA по числу сделанных за карьеру сэков (45,0), превзойдя достижение Террелла Саггза.

#### Статистика выступлений в NCAA
| Сезон | Команда              | Игры | Захваты | Захваты | Захваты | Захваты | Захваты | Перехваты | Перехваты | Перехваты | Перехваты | Перехваты | Фамблы | Фамблы | Фамблы | Фамблы |
| Сезон | Команда              | Игры | Solo    | Ast     | Tot     | Loss    | Sk      | Int       | Yds       | Y/R       | TD        | PD        | FR     | Yds    | TD     | FF     |
| ----- | -------------------- | ---- | ------- | ------- | ------- | ------- | ------- | --------- | --------- | --------- | --------- | --------- | ------ | ------ | ------ | ------ |
| 2015  | Луизиана Тек Булдогс | 12   | 22      | 13      | 35      | 15,0    | 6,0     | 0         | 0         | 0,0       | 0         | 1         | 0      | 0      | 0      | 2      |
| 2016  | Луизиана Тек Булдогс | 14   | 27      | 22      | 49      | 14,0    | 14,5    | 0         | 0         | 0,0       | 0         | 2         | 2      | 0      | 0      | 3      |
| 2017  | Луизиана Тек Булдогс | 11   | 25      | 13      | 38      | 12,5    | 7,0     | 0         | 0         | 0,0       | 0         | 0         | 0      | 0      | 0      | 0      |
| 2018  | Луизиана Тек Булдогс | 13   | 38      | 27      | 65      | 26,0    | 17,5    | 0         | 0         | 0,0       | 0         | 3         | 1      | 0      | 0      | 2      |
| Всего | Всего                | 50   | 112     | 75      | 187     | 67,5    | 45,0    | 0         | 0         | 0,0       | 0         | 6         | 3      | 0      | 0      | 7      |

### Профессиональная карьера
Перед выходом на драфт НФЛ, официальный сайт лиги выделял Фергюсона как одного из самых продуктивных игроков своего амплуа. По ходу последнего сезона в колледже он улучшил свои навыки игры против выносного нападения. Он не лучшим образом провёл день просмотров скаутами команд лиги, которые указывали на недостаток мышечной массы игрока. Фергюсону прогнозировали выбор во втором раунде и, в перспективе, место игрока стартового состава.
В третьем раунде драфта под общим 85 номером Фергюсон был выбран клубом «Балтимор Рэйвенс». Профессиональный контракт он подписал 31 мая 2019 года. Старт сезона он провёл в статусе запасного, но после ряда травм у других игроков Фергюсон был переведён в основной состав. Он дебютировал в чемпионате НФЛ в игре третьей недели против «Канзас-Сити Чифс». До конца сезона он принял участие в четырнадцати играх команды, сделав 31 захват и 2,5 сэка. В 2020 году Фергюсон сыграл в четырнадцати матчах регулярного чемпионата, лишь в одном выйдя в стартовом составе, и сделал два сэка. После окончания сезона клуб покинули эдж-рашеры Янник Нгакуэ и Мэттью Джудон, но даже с учётом этих потерь его не рассматривали как потенциального игрока основного состава.
Джейлон Фергюсон скончался 21 июня 2022 года в возрасте 26 лет. Представитель полиции Балтимора заявил, что следов травм и признаков насильственной смерти обнаружено не было. Результаты судебно-медицинской экспертизы были объявлены 1 июля, согласно заключению причиной смерти Фергюсона стало воздействие кокаина и фентанила.

#### Статистика выступлений в НФЛ

##### Регулярный чемпионат
| Сезон | Команда          | Игры | Захваты | Захваты | Захваты | Захваты | Захваты | Перехваты | Перехваты | Перехваты | Перехваты | Перехваты | Фамблы | Фамблы | Фамблы | Фамблы |
| Сезон | Команда          | Игры | Solo    | Ast     | Tot     | Loss    | Sk      | Int       | Yds       | Y/R       | TD        | PD        | FR     | Yds    | TD     | FF     |
| ----- | ---------------- | ---- | ------- | ------- | ------- | ------- | ------- | --------- | --------- | --------- | --------- | --------- | ------ | ------ | ------ | ------ |
| 2019  | Балтимор Рэйвенс | 14   | 20      | 11      | 31      | 6       | 2,5     | 0         | 0         | 0,0       | 0         | 1         | 1      | 0      | 0      | 0      |
| 2020  | Балтимор Рэйвенс | 14   | 21      | 9       | 30      | 7       | 2,0     | 0         | 0         | 0,0       | 0         | 1         | 1      | 0      | 0      | 0      |
| 2021  | Балтимор Рэйвенс | 10   | 3       | 3       | 6       | 0       | 0,0     | 0         | 0         | 0,0       | 0         | 0         | 0      | 0      | 0      | 0      |
| Всего | Всего            | 38   | 44      | 23      | 67      | 13      | 4,5     | 0         | 0         | 0,0       | 0         | 2         | 2      | 0      | 0      | 0      |

##### Плей-офф
| Сезон | Команда          | Игры | Захваты | Захваты | Захваты | Захваты | Захваты | Перехваты | Перехваты | Перехваты | Перехваты | Перехваты | Фамблы | Фамблы | Фамблы | Фамблы |
| Сезон | Команда          | Игры | Solo    | Ast     | Tot     | Loss    | Sk      | Int       | Yds       | Y/R       | TD        | PD        | FR     | Yds    | TD     | FF     |
| ----- | ---------------- | ---- | ------- | ------- | ------- | ------- | ------- | --------- | --------- | --------- | --------- | --------- | ------ | ------ | ------ | ------ |
| 2019  | Балтимор Рэйвенс | 1    | 1       | 0       | 1       | 0       | 0,0     | 0         | 0         | 0,0       | 0         | 0         | 0      | 0      | 0      | 0      |
| Всего | Всего            | 1    | 1       | 0       | 1       | 0       | 0,0     | 0         | 0         | 0,0       | 0         | 0         | 0      | 0      | 0      | 0      |